# Vídeo Brinquedo
Vídeo Brinquedo (cunoscut și sub denumirea de Toyland Video și Video Toys, și cunoscut anterior ca Spot Films ) este un studio de animație brazilian, situat în São Paulo,  care produce filme animate direct-video larg vizionate ca mockbusters de filme comparabile de la Walt Disney Pictures, Pixar Animation Studios, Paramount Pictures, DreamWorks Animation, 20th Century Fox, Blue Sky Studios, Hasbro Studios, Sony Pictures Animation și Astley Baker Davies . Compania a fost fondată în 1995 pentru a distribui animație cu intenția de a distribui pe piața internă din Brazilia, precum și pe alte piețe globale.  Compania activează din 1995. 

## Fundal
În primii nouă ani, Vídeo Brinquedo a distribuit lansări video acasă de emisiuni precum Sonic X și The Little Lulu Show pe piața braziliană. 
Una dintre primele distribuții ale studioului a fost un desen animat obscur cu tematică religioasă numit United Submarine. Acest titlu a vândut doar câteva exemplare până la lansarea filmului Pixar Finding Nemo din 2003. United Submarine și Finding Nemo au avut mai multe asemănări, cum ar fi prezența unui pești de clovn și o poveste centrată pe relația părinte-copil. Din numărul mare de vânzări pe care compania le-a avut asupra desenului animat, Brinquedo a dorit să înceapă nu numai să distribuie desene animate, ci și să le creeze. 
Primele animații ale lui Brinquedo au fost tradiționale, în stil 2D, bazate pe basme și clasici precum Pinocchio și cei trei purcei, dar cu scenarii care au modernizat personajele.  Ulterior s-au extins la animația 3D, primul lor titlu fiind The Little Cars ( portugheză Os Carrinhos ),    bazat pe filmul animat Pixar Cars 2006. Inițial destinată copiilor între doi și trei ani, peste 3.000 de exemplare au fost vândute în mai mult de 12 țări. 
Idee originală a companiei a fost să sară pe tendințele ridicate de studiourile majore și să înceapă producția de animație cu doi-trei ani înainte. Având în vedere că compania împrumuta idei înființate la Hollywood, directorul companiei, Mauricio Milani, a declarat: „Am încercat să ne imaginăm ce va fi o dovadă”. 
Lansat inițial cu o coloană sonoră portugheză braziliană, multe dintre titlurile Vídeo Brinquedo au fost coproduse cu Rexmore Company do Brasil,  și distribuite în America de Nord de Branscome International,  și MorningStar Entertainment cu coloane sonore engleze și spaniole . 
Filmele au adesea doar puțin peste 40 de minute, minimul necesar pentru a fi calificat ca lungmetraj și calificarea premiilor.

## Filmografie
| An   | Titlu                                   | Original                              |
| 2006 | Mașinuțele in Marea cursa               | Mașini                                |
| 2007 | Micile Mașini 2: Aventurile Rodopolis   | Mașini                                |
| 2007 | Ratatoing                               | Ratatouille                           |
| 2007 | Gladiformers                            | Transformatoare                       |
| 2007 | Micile mașini 3: rapid și curios        | Mașini                                |
| 2008 | Ursulețul Luptător                      | Kung Fu Panda                         |
| 2008 | Micii Roboti                            | WALL-E                                |
| 2008 | Mică școală de prințese                 | Prințesa Disney                       |
| 2008 | The Little Cars 4: New Genie Adventures | Mașini                                |
| 2009 | Albinute                                | filmul Bee                            |
| 2009 | Gladiformi 2                            | Transformatoare: Răzbunarea căderilor |
| 2009 | Monștrii mici și mari                   | Monștri vs. Străinii                  |
| 2009 | Casuta zburatoare                       | Sus                                   |
| 2009 | Printul Fermecat                        | Prințesa si broasca                   |

## Distribuție de filme
Pe lângă producerea propriilor filme de animație, Vídeo Brinquedo a distribuit și DVD-uri de desene animate străine precum Sonic X, Aventurile lui Super Mario Bros. 3, Little Lulu, Batfink și o serie de filme de basm mai puțin cunoscute realizate de Video Treasures (acum Anchor Bay Entertainment ).  Cu toate acestea, una dintre cele mai controversate distribuții ale sale este Mega Powers!, care are o asemănare strânsă cu seria Power Rangers și Super Sentai, dar nu a fost produs chiar de Vídeo Brinquedo. Seria este o producție de Intervalo Produções. 

## Critică
Filmele lui Vídeo Brinquedo au fost puternic criticate pentru animația lor foarte proastă, pentru actoria vocală și pentru scrisul îndoielnic alături de scene care există doar pentru a completa timpul de rulare, astfel încât filmul în cauză să poată fi calificat drept „ lungime de lungmetraj ”. Erik Henriksen, reporter de la The Portland Mercury, l-a criticat pe Vídeo Brinquedo drept „cel mai leneș / cel mai ieftin studio de film din toate timpurile”, datorită asemănărilor dintre lansările sale și filmele altor studiouri de animație, cum ar fi Pixar. 
În recenzia sa despre Ratatoing, un recenzant de la ToonZone a spus: „Dacă ați mâncat o copie a celui mai rău desen animat la care v-ați putea gândi, probabil că tot ați greșit ceva mai bun decât Ratatoing ” și a continuat să bemoan calitatea animației, apelând la filmul în ansamblu „o deșeuri fără sens de materii prime” și „o pierdere de timp, energie și efort pentru toate părțile implicate”. 
Marco Aurélio Canônico din Folha de S. Paulo, care a criticat seria Little Cars ca o copie a filmului Pixar Cars și, de asemenea, Ratatoing și Ratatouille, au discutat dacă vor apărea procesele de la Pixar. Ministerul Culturii din Brazilia a postat pe site-ul său articolul lui Marco Aurélio Canônico.  Virgin Media a mai spus: „Chiar și după standardele de zgâriere pe fundul oceanului de la Vídeo Brinquedo, este vorba despre o înfrângere nerușinată”. 
Departamentul juridic Disney a fost contactat de un reporter printr-un purtător de cuvânt despre un potențial proces, dar Milani nu a comentat. 

## În alte media
Două dintre productii Vídeo Brinquedo au fost parodiat într - un episod din lumea uimitoare a Gumball numit „Comoara“, în care Gumball preia un Mockbuster DVD numit Cum să Ratatwang Panda tău. Filmul este o încrucișare între The Little Panda Fighter și Ratatoing . 

## Vezi si
- Mockbuster
- The Asylum

## Legături externe
Site web oficial (in Portuguese)